# Cuthona viridis
Cuthona viridis är en snäckart som först beskrevs av Forbes 1840.  Cuthona viridis ingår i släktet Cuthona och familjen Tergipedidae. Arten är reproducerande i Sverige. Inga underarter finns listade i Catalogue of Life.